# Stasimopus unispinosus
Espèce
Stasimopus unispinosus est une espèce d'araignées mygalomorphes de la famille des Stasimopidae.

## Distribution
Cette espèce est endémique du Cap-du-Nord en Afrique du Sud,. Elle se rencontre vers Emthanjeni.

## Description
La femelle syntype mesure 38 mm.

## Publication originale
- Purcell, 1903 : New Arachnida collected by Mr. S. C. Cronwright Schreiner at Hanover, Cape Colony. Annals of the South African Museum, vol. 3, p. 13-40 (texte intégral).